# Saint-Jean-de-Liversay

Saint-Jean-de-Liversay este o comună în departamentul Charente-Maritime, Franța. În 1 ianuarie 2022 avea o populație de 3.050 de locuitori.